# Woozle Hill
Woozle Hill är en kulle i Antarktis. Den ligger i Västantarktis. Argentina, Chile och Storbritannien gör anspråk på området.
Terrängen runt Woozle Hill är platt västerut, men österut är den kuperad. Trakten är glest befolkad. Närmaste befolkade plats är Vernadsky Station, 0,70 kilometer nordväst om Woozle Hill. 